# Jean Bernard (homme politique, 1912-1995)
Pour les articles homonymes, voir Jean Bernard et Bernard.
Jean Bernard, né le 12 octobre 1912 à Plan (Isère) et mort le 16 avril 1995 à Plan (Isère), est un homme politique français.

## Biographie
Il est député centriste de la 6e circonscription de l'Isère au cours de la IIe législature de la Cinquième République française. 